# Benito Juárez (Copainalá)
Benito Juárez es una localidad del estado mexicano de Chiapas. Es parte del municipio de Copainalá.

## Toponimia
El nombre de la localidad rinde homenaje a Benito Juárez, presidente de México durante la Guerra de Reforma.

## Demografía
| Gráfica de evolución demográfica |
|                                  |

| Censo | Población |
| ----- | --------- |
| 1910  | 359       |
| 1921  | 247       |
| 1930  | 531       |
| 1940  | 345       |
| 1950  | 448       |
| 1960  | 577       |
| 1970  | 660       |
| 1980  | 847       |
| 1990  | 976       |
| 2000  | 1 127     |
| 2010  | 1 153     |
| 2020  | 1 120     |